# Rivière Saint-Pierre (Montréal)
Pour les articles homonymes, voir Rivière Saint-Pierre et Saint-Pierre.
La rivière Saint-Pierre était une rivière de la ville de Montréal, au Québec, s'écoulant dans le fleuve Saint-Laurent. C'est à son embouchure que fut fondée Montréal, à la hauteur du site de Pointe-à-Callière.

## Description
La rivière Saint-Pierre prenait sa source dans les ruisseaux du mont Royal, une de ses branches se dirigeant vers l'actuel Vieux-Port de Montréal, l'autre se jetant dans le fleuve non loin du lieu où se déverse actuellement l'aqueduc de Montréal à Verdun. Par ailleurs, non loin de la falaise Saint-Jacques, la rivière formait le lac à la Loutre, qui était situé sur les lieux de l'actuel échangeur Turcot.

## Histoire
La petite vallée ou vallon de la rivière Saint-Pierre constituait anciennement un hydrosystème d'importance comprenant le cours d'eau et ses tributaires, des marais et des prairies humides qui fournissaient de nombreuses ressources et permettaient différentes activités économiques pour les communautés riveraines. Les terres humides proches de la rivière Saint-Pierre constituaient d'excellents pâturages ou communes pour le bétail, et ses rives étaient déjà occupée par les Premières Nations. Après l'arrivée des Français, les Sulpiciens de Montréal construisent le canal Saint-Gabriel pour détourner l'eau de la petite rivière pour alimenter leurs moulins à farine,.
La rivière fut pendant longtemps utilisée comme égout à ciel ouvert par les riverains qui y évacuent leurs eaux artisanales et domestiques déjà au XVIIIe siècle, puis cette pratique s'accélère au XIXe siècle à la suite de l'augmentation croissante de la population urbaines qui investit les rives, suréquipe la rivière et y rejette différents déchets. Les pollutions et les inondations répétées du cours d'eau, associé l'urbanisation et à l'industrialisation de Montréal, conduisent à la volonté collective de recouvrir la petite rivière Saint-Pierre. En 1832, la rivière est recouverte, canalisée dans le secteur de la Pointe-à-Callière. puis convertie en égout-collecteur, au nom de la salubrité publique. Les différents autres tronçons de la rivière furent eux aussi enfouis au courant des décennies qui suivirent, entre 1830 et 1960. Le développement de la partie auparavant située au sud-ouest de la rivière s'accélère: bientôt, il ne restera plus aucune trace apparente de celle-ci. En 1990, le collecteur est rempli de sable, occasionnant du même coup la disparition complète de la rivière.
Des vestiges de l'égout collecteur peuvent être aperçus au musée de Pointe-à-Callière, et une section de son tracé est visible près des écluses de la Côte-Saint-Paul du canal de Lachine.

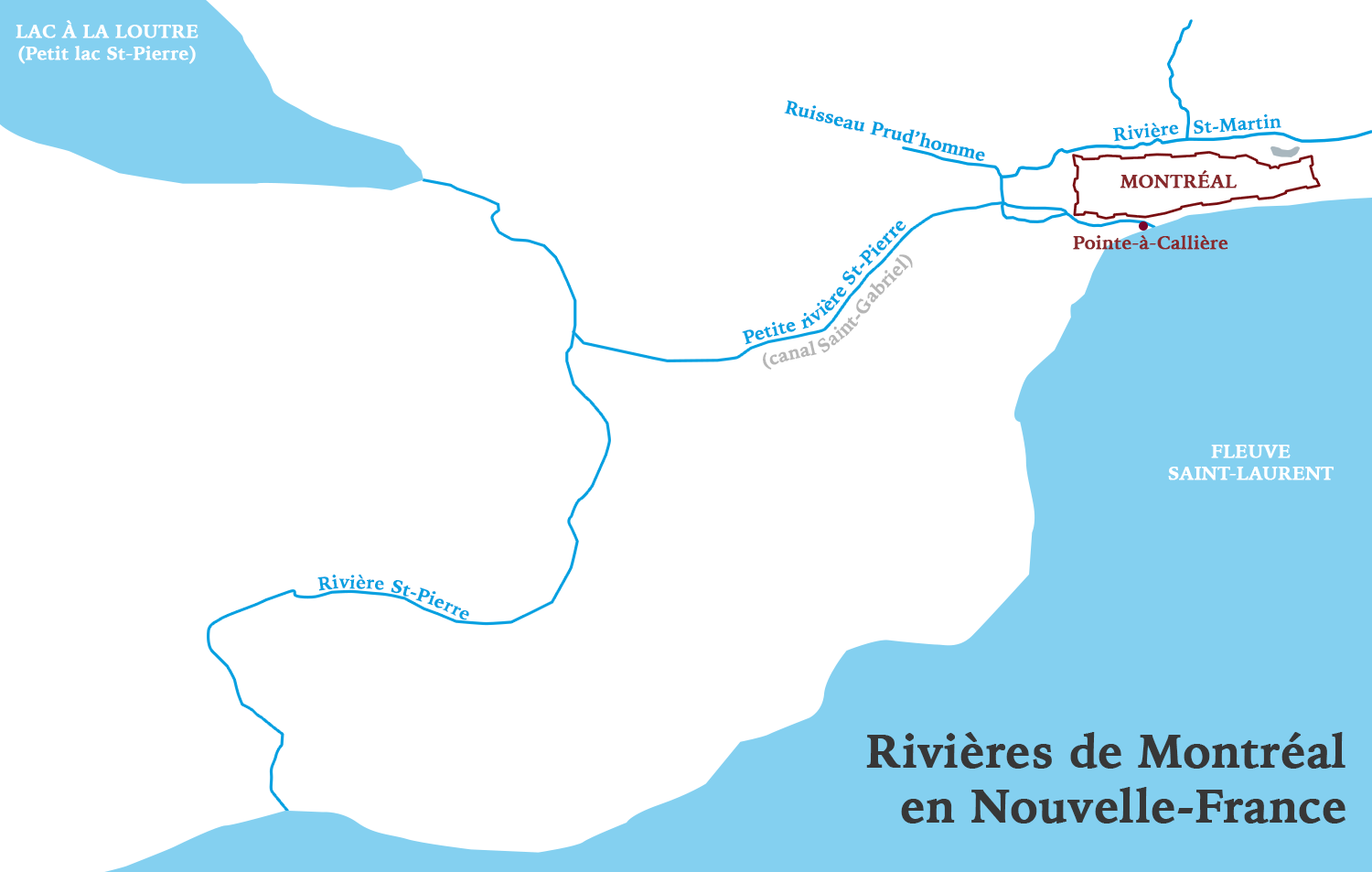
Les deux bras de la rivière et sa source dans le lac sont visibles sur cette carte
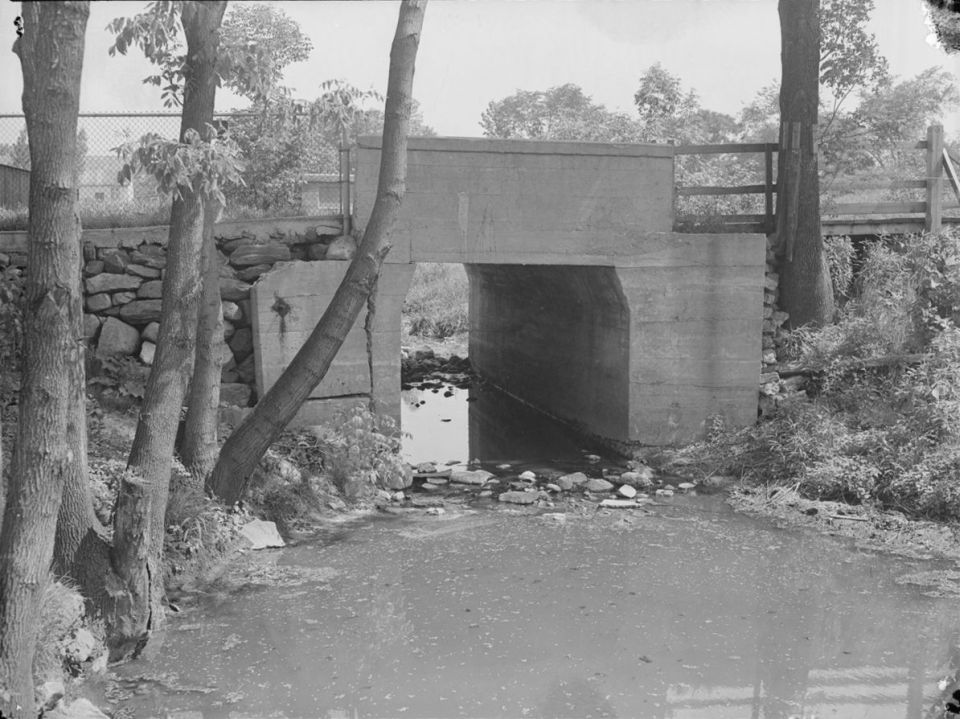
Pont de pierre et de béton, surplombant la rivière Saint-Pierre à Côte-Saint-Luc en 1938
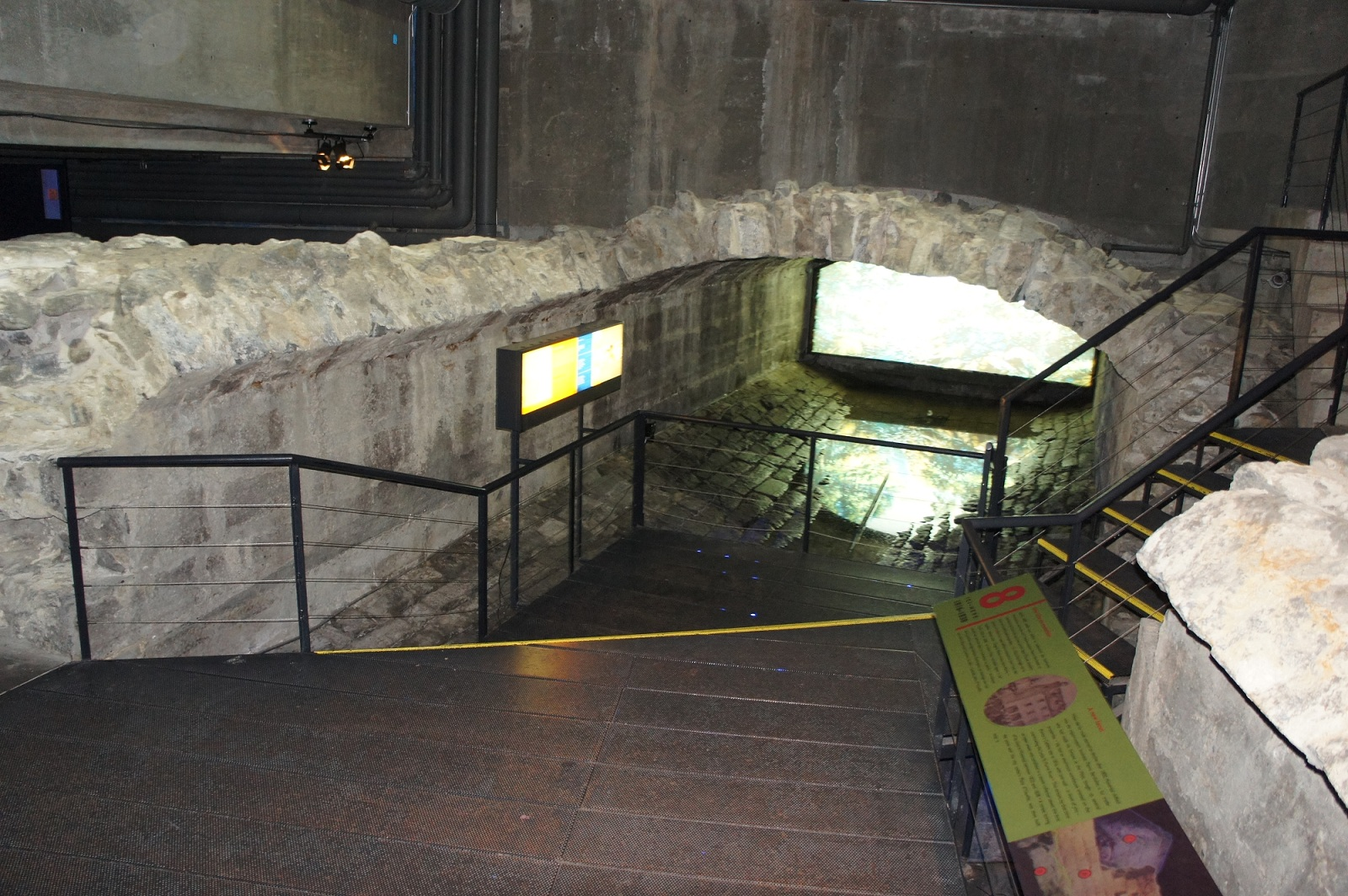
Pointe-à-Callière collecteur William